# Pierre Cornud
Pierre Cornud (Aviñón, 12 de diciembre de 1996) es un futbolista francés que juega de defensa en el Maccabi Haifa F. C. de la Liga Premier de Israel.

## Trayectoria
Cornud es natural de la ciudad de Aviñón, en la región de Provenza-Alpes-Costa Azul, aunque a temprana edad se trasladó a Montpellier para jugar en las categorías inferiores del Montpellier Hérault Sport Club y del Dijon Football Côte d'Or. En 2017 ingresó en el R. C. D. Mallorca para jugar en su equipo filial de Tercera División, el R. C. D. Mallorca "B".
El lateral izquierdo francés fue cedido a principios de la temporada 2018-19 a la Real Balompédica Linense del Grupo IV de la Segunda División B. Sumó 35 partidos y casi 3 mil minutos con el equipo gaditano.
Pierre Cornud fue nuevamente cedido en la siguiente temporada, jugando durante la primera vuelta en el Real Oviedo Vetusta de Segunda B. Con el filial del Real Oviedo anotó su primer gol como profesional en la victoria por 2-3 frente al Unión Deportiva San Sebastián de los Reyes, en el minuto 73 de partido. En el mercado de invierno se marchó en calidad de préstamo a la U. D. Ibiza, con el que se clasificó para jugar los play-offs de ascenso a la Segunda División.
El 15 de agosto de 2020 rescindió su contrato con el R. C. D. Mallorca y firmó con el Centre d'Esports Sabadell Futbol Club, en ese momento recién ascendido a la Segunda División. Debutó con el club catalán el 19 de septiembre, jugando como titular en la derrota por 2-1 ante el Rayo Vallecano. Durante su estancia en Sabadell, registró 29 partidos durante la temporada 2020-21. 
Después de que el equipo descendiera de categoría, el 2 de julio de 2021 fichó por el Real Oviedo por dos temporadas. Durante la segunda campaña con el equipo asturiano, fue cedido al Maccabi Haifa F. C. de la Liga Premier de Israel. Allí estuvo dos años y en agosto de 2024 regresó a Francia para jugar en el A. S. Saint-Étienne. Disputó once encuentros en la Ligue 1 y tras solo una temporada volvió al Maccabi Haifa F. C.

## Clubes
Actualizado el 26 de abril de 2022.
| Montpellier H. S. C. "II" Francia          | Nat. 3            | 2014/15           | 14  | 0 | 0 | 0 | 0 | 0 | 14  | 0 |
| Montpellier H. S. C. "II" Francia          | Nat. 3            | 2015/16           | 17  | 0 | 0 | 0 | 0 | 0 | 17  | 0 |
| Dijon F. C. O. "II" Francia                | Nat. 3            | 2016/17           | 21  | 0 | 0 | 0 | 0 | 0 | 21  | 0 |
| R. C. D. Mallorca "B" · España             | 3.ª               | 2017/18           | 29  | 0 | 0 | 0 | 0 | 0 | 29  | 0 |
| R. C. D. Mallorca · España                 | 2ªB               | 2017/18           | 0   | 0 | 1 | 0 | 0 | 0 | 1   | 0 |
| Real Balompédica Linense (cedido) · España | 2ªB               | 2018/19           | 35  | 0 | 0 | 0 | 0 | 0 | 35  | 0 |
| Real Oviedo Vetusta (cedido) · España      | 2ªB               | 2019/20           | 20  | 1 | 0 | 0 | 0 | 0 | 20  | 1 |
| U. D. Ibiza (cedido) · España              | 2ªB               | 2019/20           | 6   | 0 | 0 | 0 | 0 | 0 | 6   | 0 |
| Total aficionado                           | Total aficionado  | Total aficionado  | 142 | 1 | 1 | 0 | 0 | 0 | 143 | 1 |
| C. E. Sabadell F. C. · España              | 2.ª               | 2020/21           | 29  | 0 | 0 | 0 | 0 | 0 | 29  | 0 |
| Real Oviedo · España                       | 2.ª               | 2021/22           | 27  | 0 | 1 | 0 | 0 | 0 | 28  | 0 |
| Maccabi Haifa Football Club Israel         | 1ª                | 2022-             | 0   | 0 | 0 | 0 | 0 | 0 | 0   | 0 |
| Total profesional                          | Total profesional | Total profesional | 56  | 0 | 1 | 0 | 0 | 0 | 57  | 0 |
| Total                                      | Total             | Total             | 171 | 1 | 1 | 0 | 0 | 0 | 172 | 1 |
| (1) Incluye datos de Copa del Rey.         |                   |                   |     |   |   |   |   |   |     |   |

## Palmarés

### Títulos nacionales
| Título                 | Club                | País   | Año  |
| ---------------------- | ------------------- | ------ | ---- |
| Liga Premier de Israel | Maccabi Haifa F. C. | Israel | 2023 |
| Supercopa de Israel    | Maccabi Haifa F. C. | Israel | 2023 |